# Jonathan Santana
Jonathan Santana Gehre, né le 19 février 1981 à Buenos Aires (Argentine), est un footballeur international paraguayen évoluant au poste de milieu de terrain a sein du club paraguayen du Club Nacional.

## Biographie

### Club
Jonathan Santana commence sa carrière au Club Atlético San Telmo où il reste jusqu'en 2000. 
Il rejoint ensuite le club du Club Almagro puis le Club Atlético San Lorenzo de Almagro en 2001. 
Il renforce ensuite l'effectif du Club Atlético Nueva Chicago de 2002 à 2003, retourne à San Lorenzo de 2003 à 2005 avant de rejoindre Club Atlético River Plate où Santana évolue une saison. 
Il quitte ensuite l'Argentine pour l'Europe en s'engageant pour le club allemand du VfL Wolfsburg en 2006. Il fait un retour bref à San Lorenzo en 2010 puis rejoint la Turquie et le Kayserispor.

### International
Ne parvenant pas à attirer l'œil du sélectionneur argentin pour jouer avec l'équipe d'Argentine, il choisit en 2007 de prendre la nationalité du pays d'origine de ses parents, le Paraguay.
Il est sélectionné en équipe du Paraguay de football depuis 2007 et fait donc partie du groupe des vingt-trois sélectionnés pour la Coupe du monde de football de 2010.

## Anecdotes
En juin 2010, il est au cœur d'une grosse polémique qui fera grand bruit au Paraguay. En effet, il déclare « Je ne me sens pas Paraguayen », ce qui remet en cause la fibre patriotique dans un pays ayant naturalisé quelques joueurs argentins pour disputer le mondial 2010,.